# テアトル甲府
テアトル甲府（テアトルこうふ）は、かつて山梨県甲府市若松町にあった映画館である。1956年（昭和31年）に「甲府スカラ座」として開館し、1970年代にテアトル甲府と改称。2001年（平成13年）に閉館した。4スクリーンを有していた。運営は株式会社テアトル甲府。

## 歴史

### 甲府スカラ座
1956年（昭和31年）8月、甲府市緑町（現在の若松町）にスカラ座として開業。『キネマ旬報』によると、スカラ座は鉄筋ブロック建築2階建てで、定員800名、冷暖房装置が完備していた。
1961年（昭和36年）5月3日に経営が南嶺興業からボウリング場を経営する東日本興行へ移行し、「甲府スカラ座」と改称。上映作品は東映系作品であったが地域住民の要望により同年12月27日の『十戒』から洋画向けとなっている。その後1968年（昭和43年）のゼンリン地図では甲府スカラ座の場所がボウリング場となっており、『映画館名簿』からも甲府スカラ座の名前が消えた。

### テアトル甲府
1975年（昭和50年）のゼンリン地図には甲府スカラ座があった場所にテアトル甲府の名前があり、『映画館名簿』にも名前が掲載されている。1985年（昭和60年）よりスクリーン数を増やしていき、1991年（平成3年）には4スクリーンとなった。
しかし1990年代後半以降になるとグランパーク東宝8や甲府武蔵野シネマ・ファイブといったシネマコンプレックスが相次いで開業し、既存の甲府東映セントラルもスクリーン数を増やすなど対抗したことで、2001年（平成13年）時点で人口20万人足らずの甲府市に27スクリーンという「人口に対するスクリーンの多さが全国1、2を争う」激戦区となった。
この結果甲府市の映画館は客の奪い合いとなり、テアトル甲府の利用者は1996年（平成8年）から2000年（平成12年）の間に半分以下まで落ち込み、駐車場が無料のグランパーク東宝8の開業で客足はさらに遠のいた。テアトル甲府も車での来場者に料金を割り引くなどで対抗したが、2001年（平成13年）2月28日に閉館した。映画館で使用されていた座席を希望者に無料で譲渡されたのち、建物は解体されて隣接する味噌製造所「おかめ麹」の駐車場となっている。
系列にテアトル石和があり、2018年（平成30年）2月28日まで営業を続けた。